# Пекляни
Пекляни (макед. Пекљани) — село в Республике Македония, входит в общину Виница.
Село расположено у горного массива Обозна, к юго-востоку от административного центра общины — города Виница. Высота над уровнем моря — 708 м.

## История
В 1900 году здесь проживало 500 жителей, из которых 225 — турки, 275 болгары (македонцы)—христиане. В 1905 году 240 жителей села были прихожанами церкви Болгарской екзархии, в селе была школа.